# Coupe du monde féminine de football des moins de 17 ans 2014
Navigation
Azerbaïdjan 2012 Jordanie 2016
La Coupe du monde féminine de football des moins de 17 ans 2014 est la quatrième édition de la Coupe du monde féminine de football des moins de 17 ans et se déroule au Costa Rica. C'est la deuxième fois que la compétition est organisée sur le continent américain. Le pays organisateur a été choisi par le comité exécutif de la Fédération internationale de football association (FIFA) le 3 mars 2011.
Le Japon remporte cette 4e édition en battant l'Espagne en finale sur le score de 2 à 0. Pour sa première phase finale, l'Italie termine sur le podium.

## Qualification
Chaque confédération continentale organise une compétition qualificative pour la Coupe du monde. Le Costa Rica est qualifié d'office en tant que pays organisateur.
| Europe (UEFA) 3 places Championnat d'Europe des moins de 17 ans 2014 | Amérique du Sud (CONMEBOL) 3 places Sudamericano Femenino des moins de 17 ans 2013                                                                            | Afrique (CAF) 3 places Championnat d'Afrique des moins de 17 ans 2013 |
| -------------------------------------------------------------------- | --- | --------------------------------------------------------------------- |
| - Allemagne - Espagne - Italie                                       | - Colombie - Paraguay - Venezuela | - Ghana - Nigeria - zambie                                            |
| Océanie (OFC) 1 place Nommé par l'OFC                                | Amérique du Nord, Centrale et Caraïbes (CONCACAF) 3 places dont une au pays hôte Championnat d'Amérique du Nord, centrale et Caraïbe des moins de 17 ans 2013 | Asie (AFC) 3 places Championnat d'Asie des moins de 16 ans 2013       |
| - Nouvelle-Zélande                                                   | - Canada - Costa Rica (pays hôte) - Mexique | - Corée du Nord - Japon - Chine                                       |

## Premier tour

### Groupe A
| Rang | Équipe     | Pts | J | G | N | P | Bp | Bc | Diff |
| ---- | ---------- | --- | - | - | - | - | -- | -- | ---- |
| 1    | Venezuela  | 9   | 3 | 3 | 0 | 0 | 8  | 0  | +8   |
| 2    | Italie     | 6   | 3 | 2 | 0 | 1 | 3  | 1  | +2   |
| 3    | Zambie     | 3   | 3 | 1 | 0 | 2 | 2  | 7  | -5   |
| 4    | Costa Rica | 0   | 3 | 0 | 0 | 3 | 1  | 6  | -5   |

### Groupe B
| Rang | Équipe        | Pts | J | G | N | P | Bp | Bc | Diff |
| ---- | ------------- | --- | - | - | - | - | -- | -- | ---- |
| 1    | Ghana         | 6   | 3 | 2 | 0 | 1 | 4  | 2  | +2   |
| 2    | Canada        | 5   | 3 | 1 | 2 | 0 | 5  | 4  | +1   |
| 3    | Corée du Nord | 4   | 3 | 1 | 1 | 1 | 5  | 6  | -1   |
| 4    | Allemagne     | 1   | 3 | 0 | 1 | 2 | 5  | 7  | -2   |

### Groupe C
| Rang | Équipe           | Pts | J | G | N | P | Bp | Bc | Diff |
| ---- | ---------------- | --- | - | - | - | - | -- | -- | ---- |
| 1    | Japon            | 9   | 3 | 3 | 0 | 0 | 15 | 0  | +15  |
| 2    | Espagne          | 6   | 3 | 2 | 0 | 1 | 10 | 3  | +7   |
| 3    | Nouvelle-Zélande | 1   | 3 | 0 | 1 | 2 | 1  | 7  | -6   |
| 4    | Paraguay         | 1   | 3 | 0 | 1 | 2 | 2  | 18 | -16  |

### Groupe D
| Rang | Équipe   | Pts | J | G | N | P | Bp | Bc | Diff |
| ---- | -------- | --- | - | - | - | - | -- | -- | ---- |
| 1    | Nigeria  | 9   | 3 | 3 | 0 | 0 | 7  | 2  | +5   |
| 2    | Mexique  | 6   | 3 | 2 | 0 | 1 | 8  | 3  | +5   |
| 3    | Chine    | 3   | 3 | 1 | 0 | 2 | 4  | 7  | -3   |
| 4    | Colombie | 0   | 3 | 0 | 0 | 2 | 2  | 9  | -7   |

## Tableau final
|  | Quarts de finale | Quarts de finale |           |           | Demi-finales           | Demi-finales           |   |  | Finale  | Finale   |
|  | Quarts de finale | Quarts de finale |           |           | Demi-finales           | Demi-finales           |   |  | Finale  | Finale   |
|  |                  |                  |           |           |                        |                        |   |  |         |          |
|  | 27 mars          | 27 mars          |           |           | 31 mars                | 31 mars                |   |  | 4 avril | 4 avril  |
|  | 27 mars          | 27 mars          |           |           | 31 mars                | 31 mars                |   |  | 4 avril | 4 avril  |
|  | Venezuela        | 3                |           |           | 31 mars                | 31 mars                |   |  | 4 avril | 4 avril  |
|  | Venezuela        | 3                |           |           | 31 mars                | 31 mars                |   |  | 4 avril | 4 avril  |
|  | Canada           | 2                |           |           | 31 mars                | 31 mars                |   |  | 4 avril | 4 avril  |
|  | Canada           | 2                | Venezuela | 1         |                        |                        |   |  | 4 avril | 4 avril  |
|  | 27 mars          |                  | Venezuela | 1         |                        |                        |   |  | 4 avril | 4 avril  |
|  |                  | Japon            | 4         |           |                        |                        |   |  | 4 avril | 4 avril  |
|  | Japon            | Japon            | 4         | 2         |                        |                        |   |  | 4 avril | 4 avril  |
|  | Japon            |                  |           | 2         |                        |                        |   |  | 4 avril | 4 avril  |
|  | Mexique          | 0                |           |           |                        |                        |   |  | 4 avril | 4 avril  |
|  | Mexique          | 0                | Japon     | 2         |                        |                        |   |  |         |          |
|  | 27 mars          |                  | Japon     | 2         |                        |                        |   |  |         |          |
|  |                  | Espagne          | 0         |           |                        |                        |   |  |         |          |
|  | Ghana            | Espagne          | 0         | 2 (3)     |                        |                        |   |  |         |          |
|  | Ghana            | 31 mars          |           | 2 (3)     |                        |                        |   |  |         |          |
|  | Italie           | 2 tab(4)         |           |           |                        |                        |   |  |         |          |
|  | Italie           | 2 tab(4)         | Italie    | 0         |                        |                        |   |  |         |          |
|  | 27 mars          | 27 mars          | Italie    | 0         | Match pour la 3e place | Match pour la 3e place |   |  |         |          |
|  | 27 mars          | 27 mars          |           | Espagne   | Match pour la 3e place | Match pour la 3e place | 2 |  |         |          |
|  | Nigeria          | 0                | 4 avril   | 4 avril   |                        |                        | 2 |  |         |          |
|  | Nigeria          | 0                | 4 avril   | 4 avril   |                        |                        |   |  |         |          |
|  | Espagne          | 3                |           | Venezuela | 4 (0)                  |                        |   |  |         |          |
|  | Espagne          | 3                |           | Venezuela | 4 (0)                  |                        |   |  |         |          |
|  |                  |                  |           |           |                        |                        |   |  | Italie  | 4 tab(2) |
|  |                  |                  |           |           |                        |                        |   |  | Italie  | 4 tab(2) |

## Récompenses
| Ballon d'or | Ballon d'argent | Ballon de bronze |
| ----------- | --------------- | ---------------- |
| Hina Sugita | Yui Hasegawa    | Pilar Garrote    |

| Soulier d'or                      | Soulier d'argent | Soulier de bronze |
| --------------------------------- | ---------------- | ----------------- |
| Deyna Castellanos Gabriela García | -                | Hina Sugita       |

| Prix du Fair-Play | Gant d'or        |
| ----------------- | ---------------- |
| Japon             | Mamiko Matsumoto |